# اولکوکولا
اولکوکولا یک بخش اداری در شهرستان آرومرو از توابع استان آروشا در کشور تانزانیا است. بر پایه نتایج سرشماری عمومی نفوس و مسکن که در سال ۲۰۰۲ توسط دولت تانزانیا انجام شد جمعیت این بخش بالغ بر ۱۹٬۷۹۲ نفر اعلام شده‌است.